# Luang Namtha (província)
Luang Namtha ou Louang Namtha é uma província do Laos. Sua capital é a cidade de Luang Namtha.
Em 1983, a província foi desmembrada para a criação da província de Bokeo.

## Distritos
- Sing
- Long
- Luang Namtha
- Viangphoukha
- Nalae